# Doãn Tần
Doãn Tần (9 tháng 12 năm 1947 – 17 tháng 3 năm 2019) tên khai sinh là Phan Doãn Tần, là một ca sĩ nhạc đỏ người Việt Nam, Đại tá Quân đội nhân dân Việt Nam. Ông được Nhà nước Việt Nam phong tặng danh hiệu Nghệ sĩ Nhân dân.

## Tiểu sử
Doãn Tần, tên khai sinh là Phan Doãn Tần, sinh ngày 9 tháng 12 năm 1947 tại xã Hồng Lý, huyện Vũ Thư, tỉnh Thái Bình. Sau khi học xong cấp II, ông công tác tại Liên đoàn Mỏ – Địa chất 9 và bắt đầu tham gia phong trào ca hát văn nghệ từ đó. Khi trường Âm nhạc Việt Nam về tỉnh tuyển sinh, ông đã đỗ kỳ tuyển sinh này. Đến ngày 2 tháng 9 năm 1969, ông lên Hà Nội và ngay từ năm học thứ nhất, ông đã được Đài phát thanh thu bài hát Đường chúng ta đi và được đoàn văn công Tổng cục chính trị gọi vào phục vụ trong quân đội. Từ đó, ông tham gia văn công quân đội.
Năm 1972, bài hát "Đường chúng ta đi" được Doãn Tần thu âm và phát sóng rộng rãi trên làn sóng Đài Tiếng nói Việt Nam, giọng ca của ông trở nên quen thuộc với các người lính ở chiến trường. Doãn Tần cũng từng biểu diễn tại Festival ca nhạc thanh niên, sinh viên thế giới 1973 tại Đức, ở giữa sân bay Tân Sơn Nhất, trong rạp Quốc Khánh trước hàng vạn đồng bào Sài Gòn và chiến sĩ trong những ngày đất nước hoàn toàn giải phóng.
Ông hát chủ yếu về các bài hát dành cho cho người lính và hiện nay những bản thu thanh cũng chủ yếu trên thư viện Đài tiếng nói Việt Nam. Mãi đến năm 2005, ông mới có CD riêng đầu tiên mang tên Đường chúng ta đi. Ông đã có quân hàm Đại tá và từng là đội trưởng đội Ca múa nhạc nhẹ Đoàn Ca múa Quân đội. Ông còn tham gia giảng dạy tại trường văn nghệ Quân đội.
Ông qua đời vào ngày 17 tháng 3 năm 2019 tại Bệnh viện Trung ương Quân đội 108, Hà Nội, hưởng thọ 71 tuổi.

## Một số ca khúc nổi tiếng
- Cùng anh tiến quân trên đường dài (Huy Du).
- Chim yến bay (Nguyên Nhung, thơ Lê thị Mây) – Huy chương vàng toàn quốc 1981.
- Đường chúng ta đi (Huy Du, thơ Xuân Sách) – Huy chương vàng Hội diễn toàn quân 1995.
- Người lính tình nguyên và điệu múa Áp sa ra (Minh Quang) – Huy chương vàng Hội diễn toàn quốc 1984, 1985.
- Dáng đứng Việt Nam (Nguyễn Chí Vũ, thơ Lê Anh Xuân) – Huy chương vàng Hội diễn chuyên nghiệp toàn quốc 1999.
- Sông Lô Chiều cuối năm (Minh Quang).
- Chiếc vòng cầu hôn (Trần Tiến).

## Đời tư
Năm 1974, ông kết hôn với ca sĩ Minh Hồng, từng là ca sĩ đơn ca của đoàn văn công tỉnh Lạng Sơn, sau này là đồng nghiệp tại Nhà hát Ca múa nhạc Quân đội. Em trai, và con gái ông đều tham gia lĩnh vực âm nhạc. Hồng Vy, cô con gái nuôi đã đoạt giải Sao Mai năm 2001.